# Isole di Lopatkin
Le isole di Lopatkin (in russo острова Лопаткина, ostrova Lopatkina) sono due isole russe, bagnate dal mare di Barents.
Amministrativamente fanno parte del circondario cittadino (gorodskoj okrug) della città chiusa di Zaozërsk dell'oblast' di Murmansk, nel Circondario federale nordoccidentale.

## Geografia
Le isole sono situate all'interno del golfo della Zapadnaja Lica (губа Западная Лица), lungo la costa centro-meridionale del golfo Motovskij, che è parte del mare di Barents. Distano dalla terraferma, nel punto più vicino, circa 60 m.
Le Lopatkin sono due isole dalla forma irregolare che si trovano lungo la costa centro-occidentale del golfo della Zapadnaja Lica, poco a nord del golfo di Lopatkin (губа Лопаткина), a est del golfo di Andreev (губа Андреева) e di fronte alle basi navali Malaja Lopatka e Bol'šaja Lopatka.

L'isola orientale misura circa 830 m di lunghezza e 700 m di larghezza massima. Raggiunge l'altezza massima di 106,5 m s.l.m. nella parte centrale. Su questa altura si trova un punto di triangolazione geodetica e poco a ovest è presente un piccolo lago. All'estremità settentrionale si trova invece un faro.

L'isola occidentale è lunga invece 675 m e larga 485 m La sua altezza massima è di 52,3 m s.l.m.

## Isole adiacenti
Nelle vicinanze delle Lopatkin si trovano:
- Isola Kuvšin (остров Кувшин), 6,1 km a nordest delle Lopatkin, è un'isola di forma allungata irregolare, che divide in due l'ingresso del golfo della Zapadnaja Lica. (69°29′56″N 32°32′20″E)
- Isola Zamogil'nyj (остров Замогильный), 4,1 m a nordest delle Lopatkin, è un'isola di forma irregolare situata nella parte settentrionale del golfo della Zapadnaja Lica. (69°29′02″N 32°30′01″E)